# Paul Lendvai
Paul Lendvai (nascido em Budapeste, 24 de agosto de 1929) é um jornalista e cronista austríaco de origem húngara. Ele é comentarista no diário austríaco Der Standard e em outras media húngaros e ingleses. Desde 1982 que Lendvai é diretor da redação da Europa de Leste do ORF (um canal televisão austríaca) e apresenta o programa de discussão “Europastudio”. É reconhecido como um dos melhores conhecedores da Europa de Leste e da Europa de Sudeste. Suas atividades junto ao partido comunista húngaro são conhecidas.

## Vida
Como filho de pais judaicos apenas sobreviveu ao holocausto em Budapest graças à proteção da embaixada suiça e do embaixador suíço Carl Lutz. Após a guerra e depois de acabar o curso de Direito começou trabalhar como jornalista para jornais sócial-democráticas. Por causa das suas atividades foi detido pelos comunistas em 1953 e foi condenado a três anos de proibição de exercer a sua profissão. No âmbito da Revolução Húngara de 1956 Lendvai fugiu para Viena passando por Praga e Varsóvia apesar da Cortina de Ferro. Um dos seus primeiros amigos em Viena foi Hugo Portisch.
Em Viena Paul Lendvai começou a trabalhar como tradutor de notícias húngaras e logo escreveu os seus primeiros artigos para os jornais Die Presse e Neue Zürcher Zeitung. Os seus primeiros artigos foram publicados sob um pseudónimo a fim de proteger a sua mãe, que ficara em Budapeste.
Em 1959 recebeu a cidadania austríaca. Entre 1960 e 1987 Paul Lendvai foi correspondente no estrangeiro em Viena para o jornal londrino Financial Times. Fundou o jornal Europäische Rundschau e ficou diretor de redação da Europa de Leste do ORF em 1982 e logo diretor do programa de Radio Austria Internacional (Radio Österreich International).
Como social-democrata e europeu convicto tentou transmitir uma impressão objectiva da sua nova pátria Áustria e lutar contra preconceitos generalizados tanto no âmbito do caso de Kurt Waldheim (passado nazi de Kurt Waldheim) como durante as sanções contra a República da Áustria por causa da participação no governo do Partido da Liberdade da Áustria (FPÖ).
No seu livro mais recente “Mein verspieltes Land” (“verspielt” pode significar “perdido no jogo”, mas também “brincalhão”; o meu país perdido no jogo / brincalhão) acusa Viktor Orbán, presidente do partido de centro-direita Fidesz e primeiro-ministro da Hungria, de tendências autocráticas. Paul Lendvai chama a Hungria um pais seduzível, que nunca conseguira ultrapassar o trauma do contrato de Trianon, através do qual a Hungria perdeu grandes partes do país e da população como resultado da primeira guerra mundial. Como consequência há minorias significativas na Roménia, na Sérvia e na Eslováquia. Orbán concebe-se como primeiro-ministro de todos os húngaros, também daqueles que vivem fora da área da Hungria.
Nas eleições parlamentárias de 2010 o partido de Orbán chegou à maioria de 2/3 dos votos, que lhe permite mudar a constituição extensivamente. Orbán fala dum novo sistema da colaboração nacional. Lendvai tentou indicar como o novo governo tenta a forçar instituições independentes à colaboração absoluta com o partido. Foi aprovada uma nova lei de media que facilita controlar a media húngara. Pouco depois a jornal semanário Heti Válasz, conhecido por ser pro-govermental, publicou documentos dos serviços secretos da Hungria denunciando a cooperação de Paul Lendvai com as entidades comunistas húngaras, o que Paul Lendvai tentou contestar veementemente. Também havia ameaças contra ele, pelas quais um recital foi cancelado.

## Livros
- Der rote Balkan. Zwischen Nationalismus und Kommunismus. S. Fischer, Frankfurt 1969 - alemão - "Os Balcãs vermelhos. Entre Nacionalismo e Comunismo"
- Kreisky. Portrait eines Staatsmannes. Paul Zsolnay/Econ, Wien/Hamburg/Düsseldorf 1972, ISBN 3-430-17808-8 - alemão - "Kreisky. Retrato de um Estadista"
- Die Grenzen des Wandels. Spielarten des Kommunismus im Donauraum. Europa, Wien 1977, ISBN 3-203-50611-4 - alemão - "As fronteiras da Transformação. Variantes do Comunismo na Região do Danúbio"
- Der Medienkrieg. Wie kommunistische Regierungen mit Nachrichten Politik machen. Ullstein, Frankfurt 1980, ISBN 3-548-34515-8 - alemão - "A Guerra pelos Media. Como Governos Comunistas Fazem Política por Notícias"
- Religionsfreiheit und Menschenrechte. Bilanz und Aussicht. Styria, Graz 1983, ISBN 3-222-11476-5 - alemão - "Liberdade de Culto e Direitos Humanos. Balanço e Perspetiva"
- Das einsame Albanien. Reportage aus dem Land der Skipetaren. Edition Interfrom, Zürich 1985, ISBN 3-720-15177-8 - alemão - "A Albânia isolada. Reportagem do País dos Skipetares"
- Das eigenwillige Ungarn. Von Kádár zu Grosz. Edition Interfrom, Zürich 1986, ISBN 3-720-15195-6 - alemão - "Hungria Teimosa. De Kádár a Grosz"
- Zwischen Hoffnung und Ernüchterung. Reflexionen zum Wandel in Osteuropa. Jugend und Volk, Wien 1994, ISBN 3-224-16577-4 - "Entre Esperança e Desilusão. Reflexões sobre a Transformação na Europa de Leste"
- Auf schwarzen Listen. Erlebnisse eines Mitteleuropäers. Hoffmann und Campe, Hamburg 1996, ISBN 3-455-11077-0 - alemão - "Em Listas Pretas. Experiências de uma Pessoa da Europa Central"
- Die Ungarn. Ein Jahrtausend Sieger in Niederlagen. C. Bertelsmann, München 1999, ISBN 3-570-00218-7 - alemão - "Os Húngaros. Durante um Milênio Vencedores em Derrotas"
- Reflexionen eines kritischen Europäers. Kremayr und Scheriau, Wien 2005, ISBN 3-218-00758-5 - alemão - "Reflexões de um Europeu Crítico"
- Der Ungarnaufstand 1956. Eine Revolution und ihre Folgen. C. Bertelsmann, München 2006, ISBN 3-570-00579-8 - alemão - "A Revolução dos Húngaros em 1956. Uma Revolução e as suas Consequências"
- Mein Österreich. 50 Jahre hinter den Kulissen der Macht. Ecowin, Salzburg 2007, ISBN 3-902-40446-9 - alemão - "A minha Áustria. 50 anos atrás dos Bastidores do Poder"
- Best of Paul Lendvai. Begegnungen, Erinnerungen, Einsichten. Ecowin, Salzburg 2008, ISBN 978-3-902404-66-4 - alemão - "O Melhor de Paul Lendvai. Encontros, Lembranças, Entendimentos"
- Mein verspieltes Land. Ungarn im Umbruch. Ecowin, Salzburg 2010, ISBN 978-3-902404-94-7 - alemão - "O meu País Perdido. Hungaria na Transição"

## Distinções (extrato)
- 1974 Dr.-Karl-Renner-Publizistikpreis [4]
- 1974 Goldenes Ehrenzeichen für Verdienste um die Republik Österreich [5]
- 1980 Nomeação para Professor [5]
- 1984 Karl-Renner-Preis der Stadt Wien[4]
- 1986 Großes Ehrenzeichen für Verdienste um die Republik Österreich
- 1989 Goldenes Ehrenzeichen für Verdienste um das Land Wien[5]
- 1990 Großes Goldene Ehrenzeichen des Landes Steiermark[5]
- 1990 Großes Verdienstkreuz des Verdienstordens der Bundesrepublik Deutschland
- 1994 Österreichisches Ehrenkreuz für Wissenschaft und Kunst I. Klasse[5]
- 1994 Bruno-Kreisky-Preis für das politische Buch por „Zwischen Hoffnung und Ernüchterung – Reflexionen zum Wandel in Osteuropa“
- 1997 Silbernes Komturkreuz des Ehrenzeichens für Verdienste um das Bundesland Niederösterreich
- 1998 Axel-Corti-Preis
- 1999 Kommandeurskreuz des Verdienstordens der Republik Polen [4]
- 2000 Großer Ehrenpreis des Burgenländischen Journalistenpreises [4]
- 2001 Fernsehpreis der österreichischen Volksbildung pela biografia sobre Bruno Kreisky (em conjunto com Helene Maimann)
- 2001 Corvinus-Preis do Instituto da Europa em Budapeste [5]
- 2001 Großes Goldenes Ehrenzeichen für Verdienste um die Republik Österreich
- 2002 Dr.-Alois-Mock-Europa-Preis[4]
- 2003 Verdienstkreuz mit Stern der Republik Ungarn
- 2003 Fellowship des Centrums für angewandte Politikforschung, Munique[4]
- 2005 Österreichischer Staatspreis für Kulturpublizistik
- 2008 Ehrenpreis des österreichischen Buchhandels für Toleranz in Denken und Handeln [6]